# یولاندا گارسیا
یولاندا گارسیا (انگلیسی: Yolanda García؛ متولد ۱۸ ژانویه ۱۹۷۱) تکواندو کار اسپانیایی، متولد آندورا است. وی در مسابقات قهرمانی تکواندو جهان ۱۹۹۵ در مانیل، در کلاس سنگین‌وزن مدال نقره و در مسابقات قهرمانی تکواندوی اروپا در سال ۱۹۹۴ مدال طلا گرفت.